# Aplocheilichthys vanderbilti
Aplocheilichthys vanderbilti és una espècie de peix pertanyent a la família dels pecílids.

## Descripció
- Pot arribar a fer 5,5 cm de llargària màxima.[4][5]

## Hàbitat
És un peix d'aigua dolça, bentopelàgic i de clima tropical.

## Distribució geogràfica
Es troba a Àfrica: Kitala (Uganda).

## Observacions
És inofensiu per als humans.